# 納爾遜-阿特金斯藝術博物館
納爾遜-阿特金斯藝術博物館（英語：Nelson-Atkins Museum of Art）是位于美国密苏里州堪萨斯城的著名艺术博物馆，以其丰富的亚洲艺术作品（特别是中国）收藏和新古典主义樣式馆舍而闻名。
2007年，“时代”杂志在来自全球各地的候选名单中，将该博物馆新建成的布洛赫大厦列为“十大（新的和即将到来的）建筑奇迹”名单中的第一名。

## 历史
博物馆原址是《堪萨斯城之星》老板威廉·罗克希尔·纳尔逊故居橡树庄园（Oak Hall）。他1915年去世后，遗嘱建立一个公共艺术展览机构。
1911年，玛丽·麦卡菲·阿特金斯也留下遗嘱，捐赠30万美元建立一个艺术博物馆。两人的遗嘱执行人决定合作。1933年12月11日，新博物馆开张，建筑风格模仿克利夫兰艺术博物馆，采用美术学院派建筑风格。
由于当时正处经济大萧条时期，全球艺术品市场涌现出大量低价倾销的珍贵藏品，该馆因此在很短的时间内收购了大量的艺术品，並奠定其在艺术博物馆行列中的地位。其中国艺术品大部分是在二十世纪三十年代通过時為哈佛大学研究生的劳伦斯·西克曼在中国旅行期间收购；他並於1953年被任命为该博物馆馆长。

## 藏品分类

### 歐洲繪畫

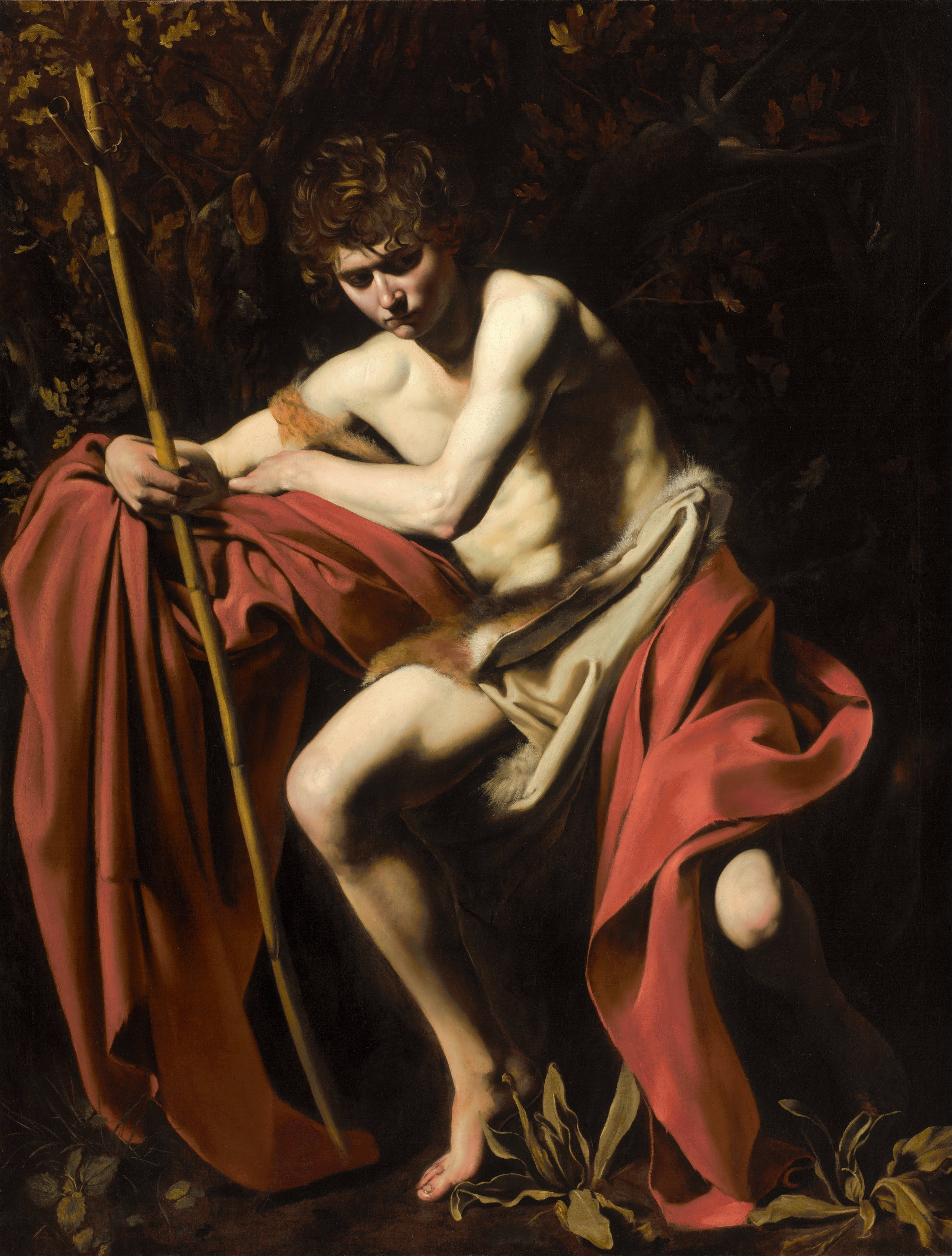
《施洗約翰》，卡拉瓦喬繪於1604年，是納爾遜-阿特金斯歐洲繪畫收藏中的作品之一。

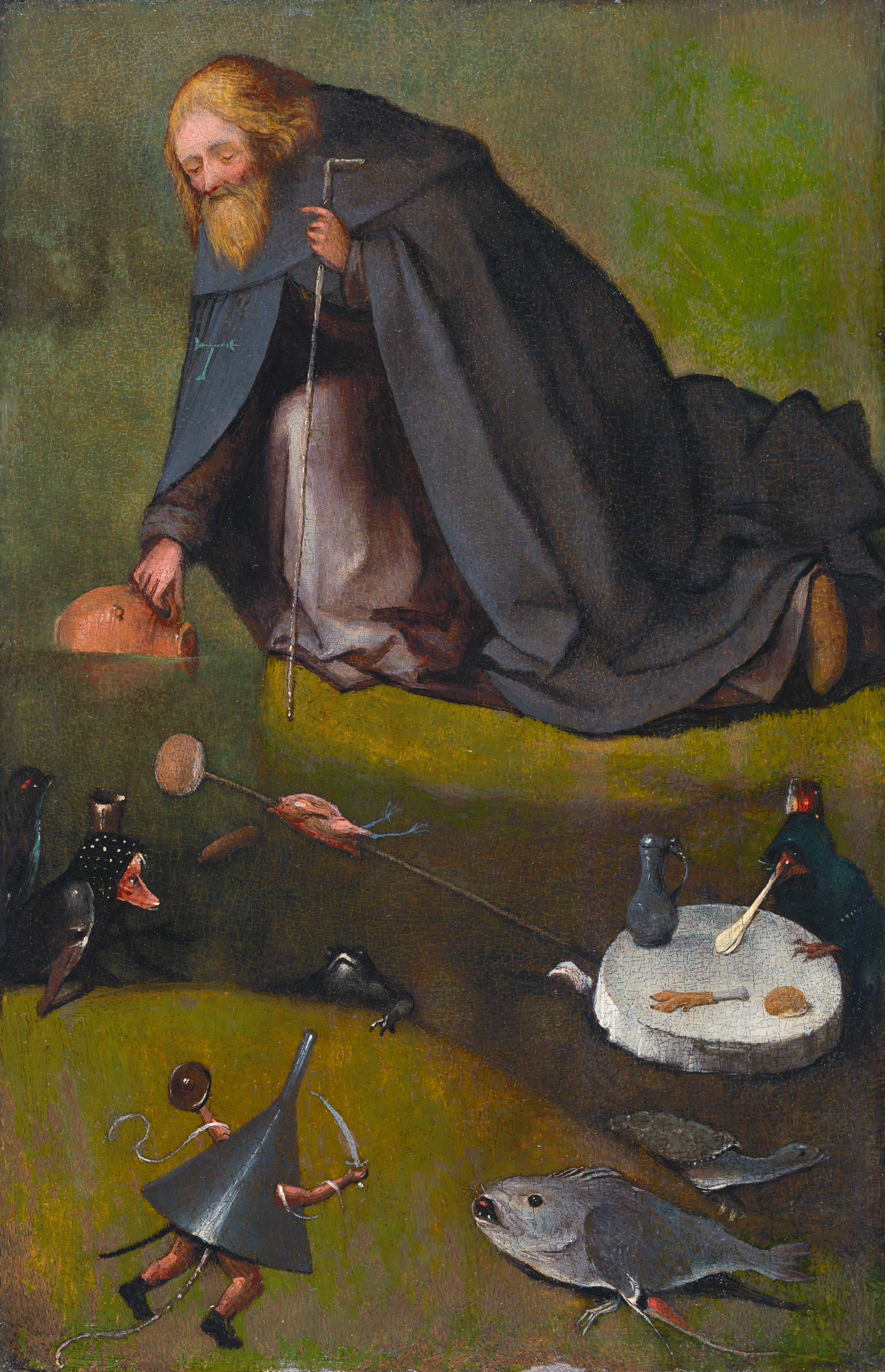
《圣安东尼的诱惑》，耶罗尼米斯·博斯

該博物館的歐洲繪畫收藏非常珍貴。藏有卡拉瓦乔、胡塞佩·德·里貝拉、让·巴蒂斯特·西梅翁·夏尔丹、彼得鲁斯·克里斯蒂、埃尔·格列柯、格雷考、提香、伦勃朗、伊莉莎白·維傑·勒布倫、鲁本斯、以及印象派畫家克洛德·莫奈、埃德加·德加、保羅·高更、古斯塔夫·卡耶博特、卡米爾·畢沙羅、文森·梵谷等人作品。
2016年初，長期歸屬於耶羅尼米斯·波希工作室的小幅《聖安東尼的誘惑》（The Temptation of St Anthony (Kansas City)），在對其底色進行法醫調查後，被歸為畫家本人的作品；它被列入世界上僅有的 25 幅經過認證的博世畫作。[19] [20]納爾遜-阿特金斯藝術博物館還收藏了雅各布·德爾·卡森蒂諾、喬瓦尼·迪·保羅、洛倫佐摩納哥、貝爾納多·達迪等人的精美晚期哥特式和早期意大利文藝復興時期的繪畫。
以及洛倫佐·迪·克雷迪、马克斯·贝克曼、卡爾霍弗、埃米尔·诺尔德、恩斯特·路德維希·克爾希納和奥斯卡·柯克西卡的德國和奧地利表現主義畫作。

### 亚洲部
納爾遜-阿特金斯藝術博物館以主要收藏和展示来自中国，日本，韩国，印度，伊朗及东南亚国家的艺术品而著稱，尤其是中華帝國的收藏。其中大部分是20世紀初由當時的哈佛中國研究員史克門為博物館購買的。該博物館收藏了全國最好的中國古董家具之一，其中包括著名的易县三彩罗汉像（約1000年）等。
所藏部分中国绘画則包括董其昌《仿古山水册页、李成《晴峦萧寺图》、马远《西园雅集图》、石涛《赠刘石头山水册页》、许道宁《秋江渔艇图(渔舟唱晚图)》、赵佶(宋徽宗)《四禽图》。
其他中国艺术品包括(西周)成王方鼎、镂空龙虎饰卧蚕纹璧（金村大墓出土）、龙门石窟文昭皇后礼佛图和易县八佛洼辽三彩罗汉组像（1尊）。

### 美國繪畫
美國繪畫則收藏包括向公眾開放的收藏品，其中包括居住在堪薩斯城的托馬斯·哈特·本頓的作品。其收藏品包括喬治・拜羅斯、喬治・加勒伯・賓漢、弗雷德里克·埃德溫·丘奇、約翰·科普利 、湯姆·艾金斯、溫斯洛·霍默和約翰·辛格·薩金特的畫作。它還展示了威廉·德库宁、費爾菲爾德·波特、偉恩·第伯、理查德·迪本科恩、艾格尼丝·马丁、布里奇特·萊利和阿爾弗雷德·詹森。的當代繪畫和創作。
另外, 该馆还收藏了欧洲及美国雕塑、装饰艺术及纸上作品、古埃及艺术,、希腊和罗马艺术、当代的绘画与雕塑作品, 以及来自非洲和大洋洲的艺术作品。 除此之外，还展出有英国诗歌作品和微型画。

美國繪畫
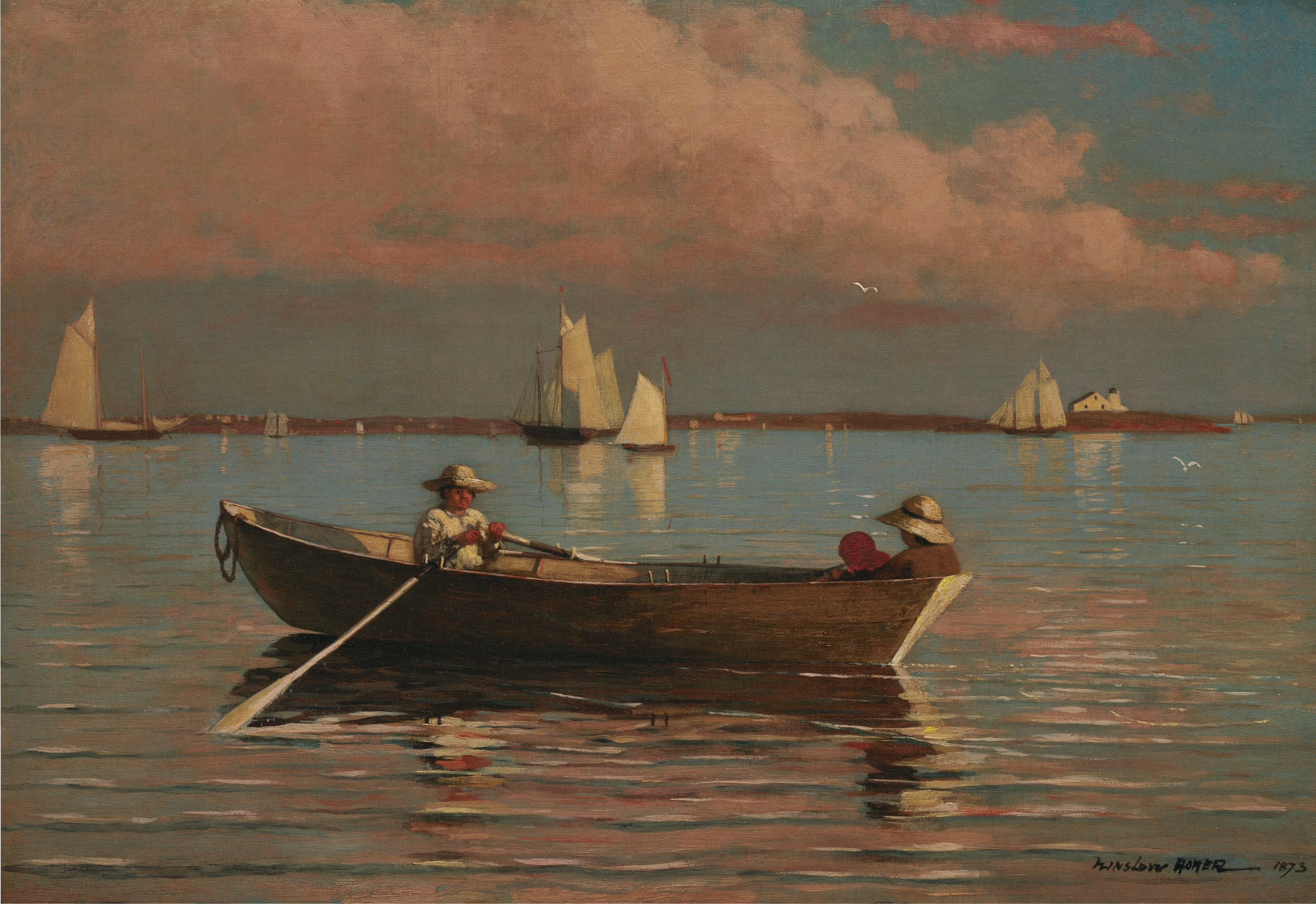
温斯洛·霍默, Gloucester Harbor, 1873年
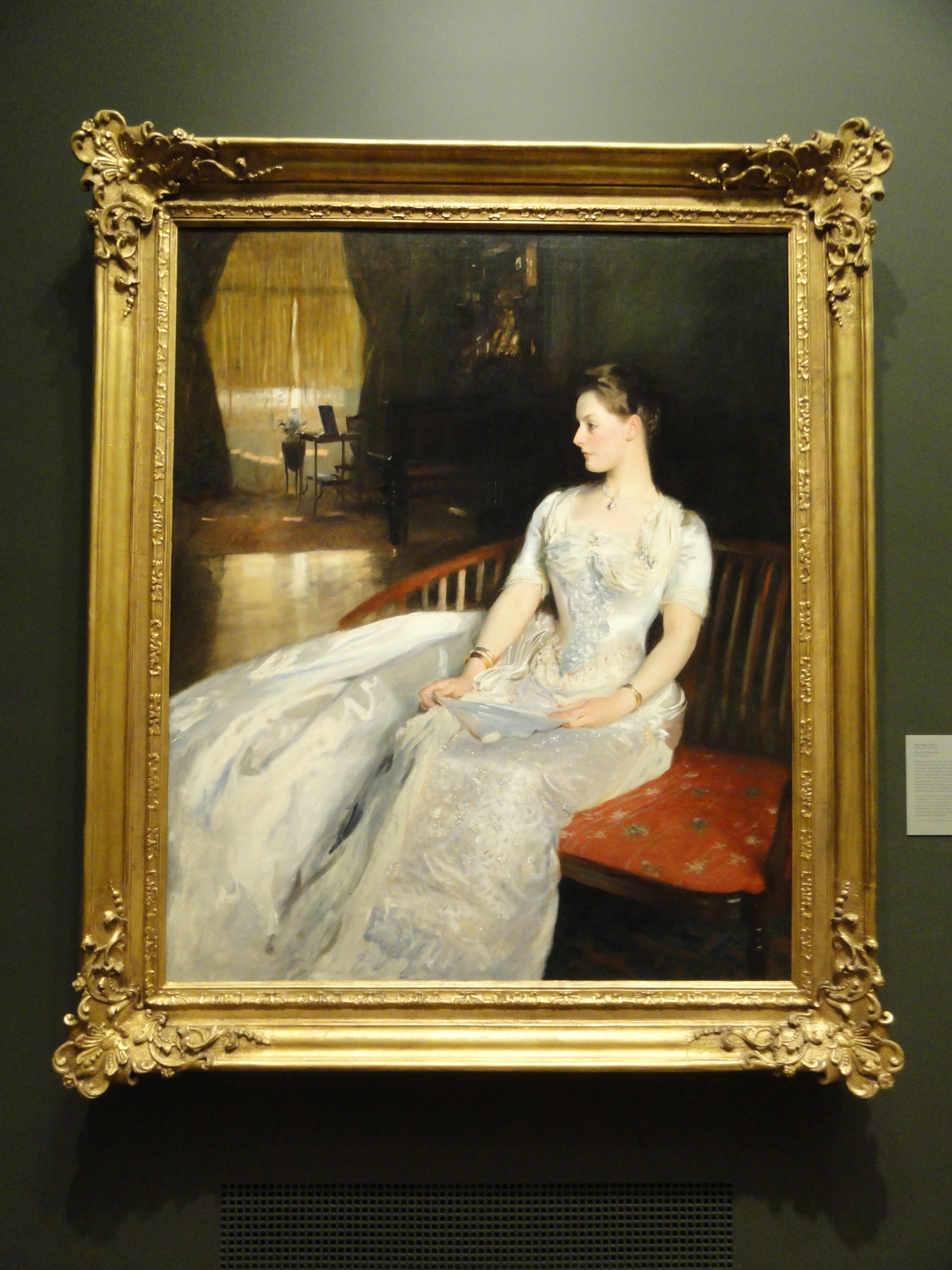
约翰·辛格·萨金特, Mrs. Cecil Wade, 1886年
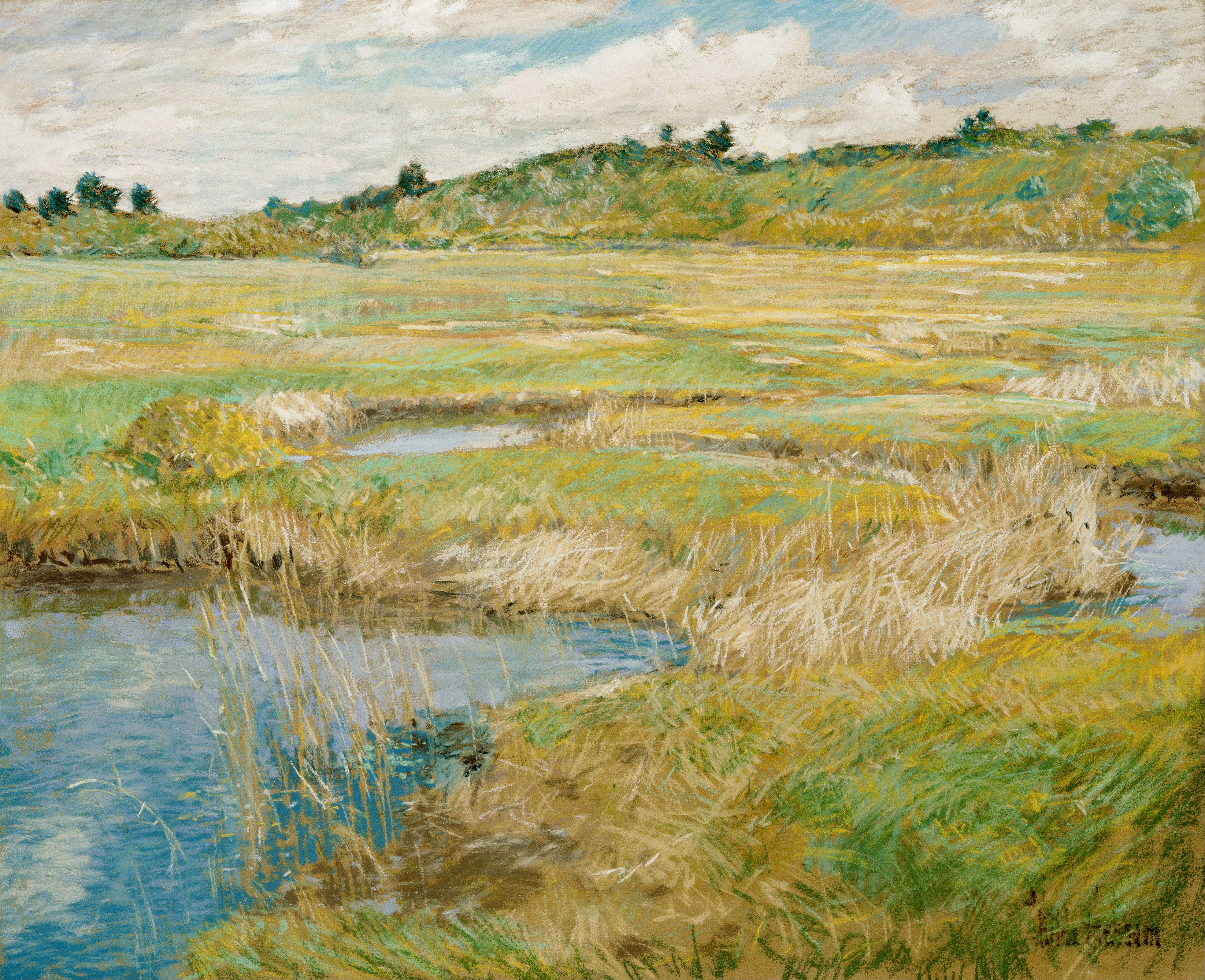
蔡尔德·哈萨姆, The Concord Meadow, 1891年
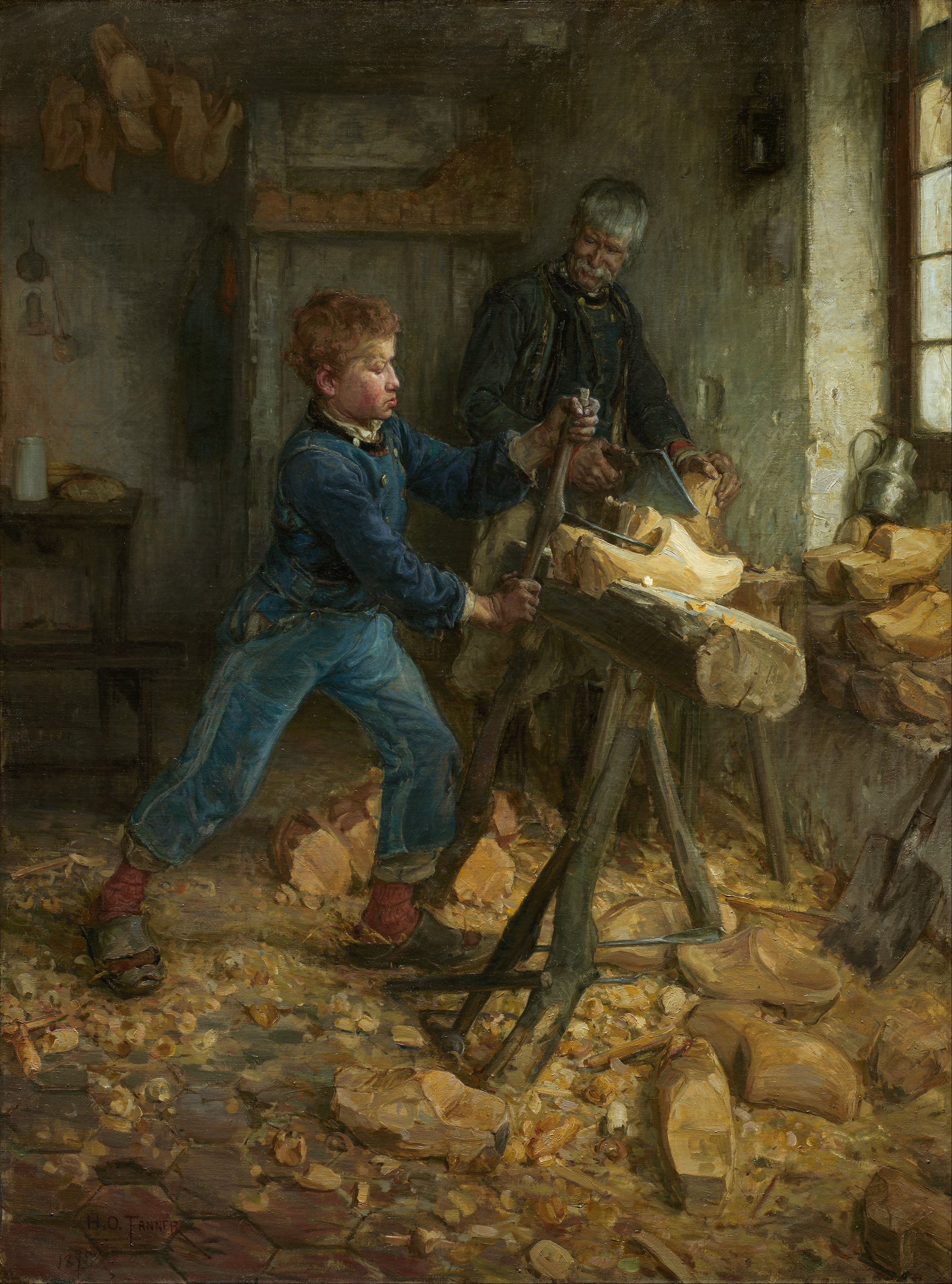
亨利・泰納（英语：Henry Ossawa Tanner）, The Young Sabot Maker, 1895年
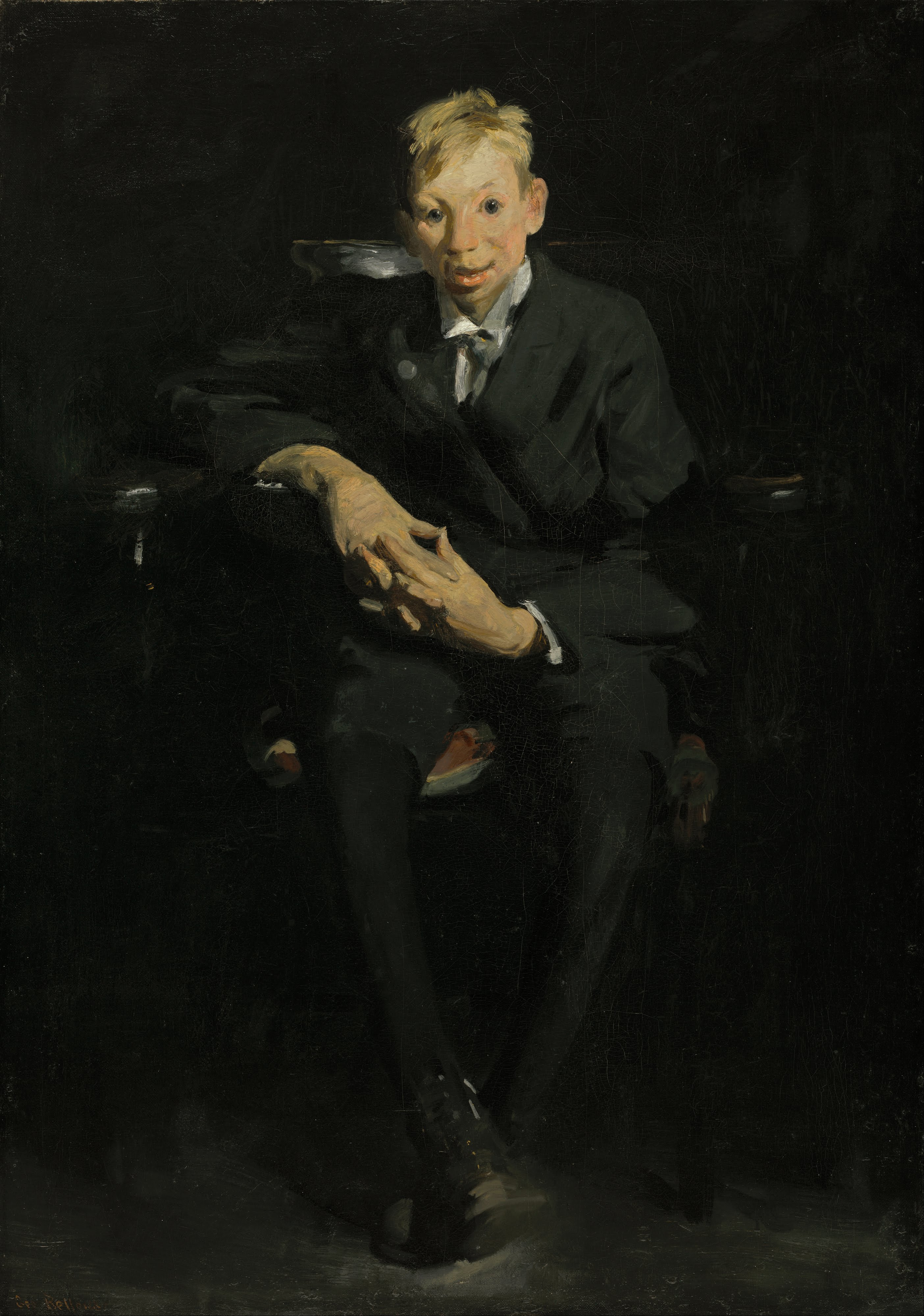
喬治・拜羅斯（英语：George Bellows）, Frankie, the Organ Boy, 1907年
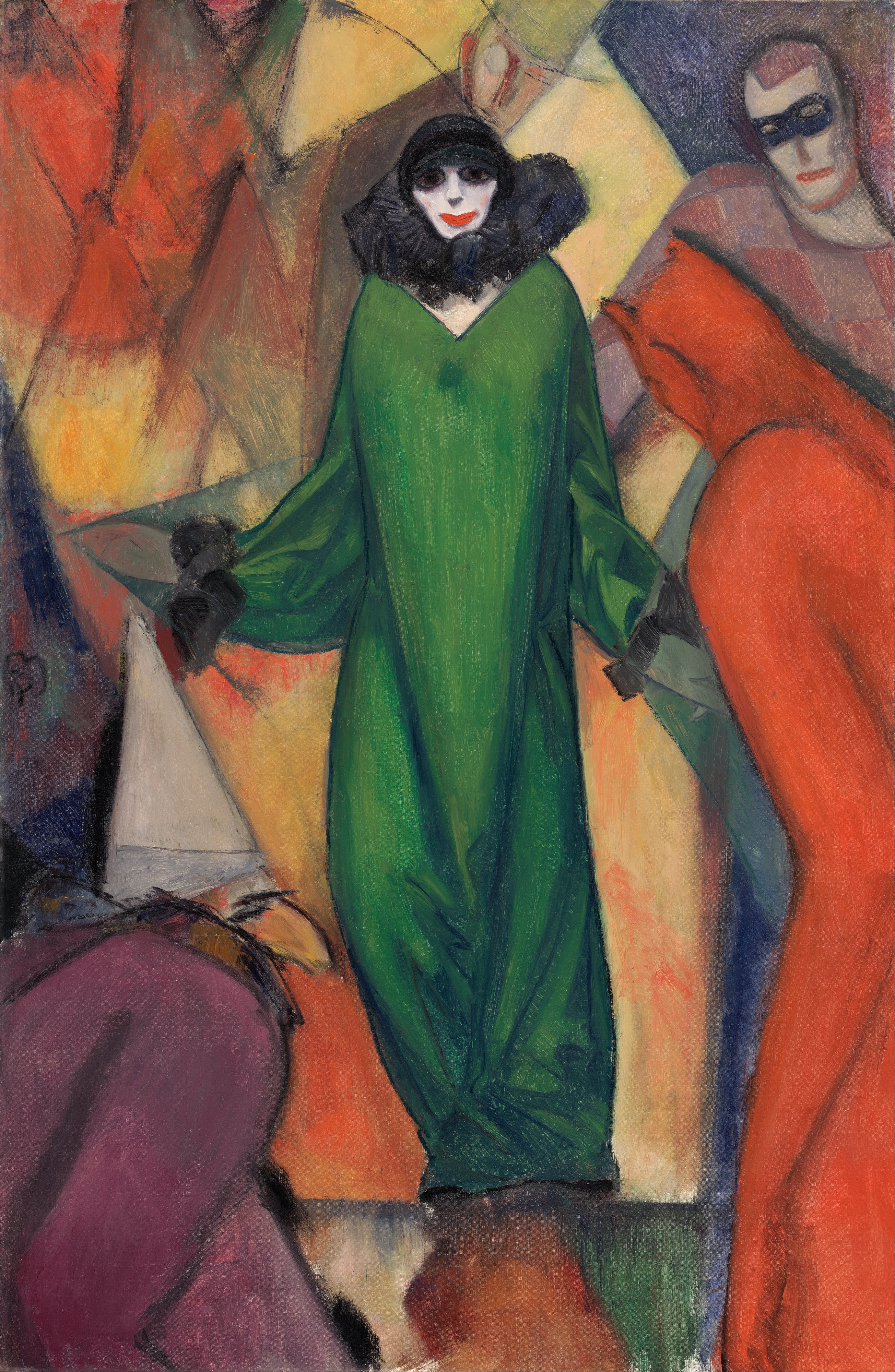
阿爾伯特·布洛赫（英语：Albert Bloch） The Green Domino, 1913年